# Barsiné Pataky Etelka
Barsiné Pataky Etelka (Budapest, 1941. szeptember 15. – Budapest, 2018. február 4.) okleveles építőmérnök, urbanisztikai szakmérnök, politikus.

## Élete
Pataky Ernő és Szent-Iványi Etelka gyermekeként született. Nagyszülei Szentiványi József (1884-1941) politikus és Wlassics Margit (1886-1961), dédszülei Wlassics Gyula (1852-1937) jogász, miniszter és Csengery Etelka (1862-?), ükszülei Csengery Antal (1822-1880) és König Róza (1825-1904) voltak.
Egyetemi tanulmányait a BME Építőipari és Közlekedésmérnöki Karán végezte 1959-1964 között, majd urbanisztikai szakmérnöki diplomát szerzett 1980-ban.
1964-1990 között projektvezetőként a Buváti munkatársa volt. 1991-ben a Mérnöki Kamara alelnöke lett.
A rendszerváltást követően részt vett a politikai életben. 1990-ben az önkormányzati választásokon a kormányzó MDF főpolgármester-jelöltje és budapesti listavezetője volt. Az 1990-es önkormányzati választást követő közgyűlési választáson alulmaradt Demszky Gáborral szemben. Az első szabadon választott közgyűlésben képviselőként tevékenykedett, mellette több kormányzati feladatot is ellátott. 1992. március 23-án a tervezett Budapest világkiállítás, az Expo'96 főbiztosává nevezték ki, címzetes államtitkári rangban.
A következő ciklusban az MDF színeiben lett parlamenti képviselő, majd a párt kettészakadása után az MDNP-ben folytatta a politizálást, amelynek elnökségi tagjává is választották.
2000 után három éven át volt Magyarország ausztriai nagykövete, majd az uniós csatlakozás utáni első Európai Parlamenti választáson a Fidesz – Magyar Polgári Szövetség színeiben bekerült az EP-be. A testületben az európai műholdas navigációs rendszer, a Galileo-programért felelős képviselő lett.
2009. május 16-án a Magyar Mérnöki Kamara elnökévé választották. A szervezet elnökeként egyik célja, hogy a kamarának nagyobb szakmai befolyása legyen a fontosabb nemzeti beruházások tekintetében. 2013 májusában újabb négy évre megerősítették elnöki posztját.
2010. július 10-ei nappal – az 1150/2010. (VII. 9.) Kormányhatározat szerint – kinevezték az Európai Unió Duna Régió Stratégiáért felelős kormánybiztosává, mely minőségében – az Európai Unió Tanácsának Magyar Elnöksége munkájában nyújtott kiemelkedő teljesítményéért, valamint az elnökség sikeréhez tevőlegesen hozzájáruló munkája elismeréseként – 2011 novemberében Schmitt Pál köztársasági elnöktől megkapta a Magyar Köztársasági Érdemrend középkeresztje polgári tagozata kitüntetést.

## Elismerései
- A Magyar Köztársasági Érdemrend középkeresztje (2011)
- A Magyar Érdemrend középkeresztje a csillaggal (2017)[7]

## Magánélete
1968-ban ment férjhez Barsi Istvánhoz.

## Művei
- Mérnök a politikában; Gate Open Kft., Bp., 2010